# Purple Ribbon All-Stars
Purple Ribbon All-Stars es un grupo de southern rap perteneciente a Purple Ribbon Records (distribuido a través de Virgin Records).

## Miembros
- Big Boi
- Killer Mike
- Konkrete
- Janelle Monáe
- Scar

## Discografía

### Álbumes de estudio
- Got That Purp (2004)
- Got Purp? Vol. 2 (2005)

### Sencillos
| Año  | Título                   | Mejores posiciones en listas | Mejores posiciones en listas | Mejores posiciones en listas | Álbum             |
| Año  | Título                   | US Hot 100                   | US R&B                       | US Rap                       | Álbum             |
| ---- | ------------------------ | ---------------------------- | ---------------------------- | ---------------------------- | ----------------- |
| 2005 | "Kryptonite (I'm on It)" | 35                           | 8                            | 4                            | Got Purp?, Vol. 2 |
| 2006 | "Body Rock"              | —                            | 55                           | —                            | Got Purp?, Vol. 2 |